# Sami Solanki
Sami Khan Solanki (Karachi, Pakistán, 2 de octubre de 1958) es director del Instituto Max Planck para la investigación del sistema solar (MPS), director del Dto. de Heliosfera Solar del MPS, miembro científico de la Sociedad Max Planck, y catedrático (y vocero) de la Escuela Internacional de Investigación Max Planck sobre Procesos físicos en el sistema solar y más allá, de las Universidades de Braunschweig y Gotinga.
Solanki es también Profesor Honorario del Instituto de Astronomía del Escuela Politécnica Federal de Zúrich, y (2) rn rl Institute for Geophysics and Extraterrestrial Physics at the Universidad Técnica de Brunswick en Alemania. Además, ha sido Profesor Distinguido de la Universidad de Kyung Hee de Corea.

## Investigación
Es redactor jefe del Living Reviews in Solar Physics (Revisiones vivas en Física Solar), una revista exclusivamente en la web, revisada por expertos, publicando revisiones de estudios en las áreas de la física solar y su heliosfera. Living Reviews in Solar Physics recientemente fue calificada con un factor de impacto de 13.833 teniendo el tercer lugar en la categoría "Astronomía & Astrofísica".
Sus principales líneas de estudio, son:
- Física solar y heliosfera, en particular magnetismo solar y relaciones Sol-Tierra
- Astrofísica estelar, mayormente actividad estelar y magnetismo
- Tests astronómicos de teorías de gravitación
- Física atómica y molecular de interés astronómico
- Discos protoplanetarios y planetas extrasolares
- Transferencia radiativa de luz polarizada

Ha tenido también las siguientes posiciones: (1) vicepresidente y miembro de la Comisión del Senado del Centro Aeroespacial Alemán (DLR); (2) comisión de Nombramientos y miembro del Comité de los Tres de la DLR; (3) miembro del Comité de Programa Extraterrestre del DLR; (4) Comité Consultivo de Ciencias del Observatorio de Altitudes Altas, Boulder/USA; (5) Consejo Asesor de Ciencia en el Istituto Ricerche Solari (Instituto de Estudios Solares, IRSOL), Locarno/Suiza; y ha contribuido a los siguientes proyectos espacio/balones:
- telescopio Sunrise (PI)
- STEREO Secchi (Co-I)
- SDO HMI (Co-I)[7]
- Solar Orbiter (Orbitador Solar PHI (PI)[8]

## Carrera académica
- 1987 doctorado del Eidgenössische Technische Hochschule Zürich[9]
- 1987-1989 Posdoc en St. Andrews, Escocia.
- 1992 Habilitación
- 1998 profesor de astronomía de la Universidad de Oulu, Finlandia
- 1999 profesor invitado Minnaert de la Universidad de Utrecht
- 1999 Director del Instituto Max Planck para la investigación del sistema solar

## Honores
- 2001 profesor honorario de la ETH Zúrich
- 2003 profesor honorario de la UT Brunswick
- 2006 miembro asociado de la Royal Astronomical Society[10]
- 2008 presentado al Premio Bernard Memorial Lecture, Sudáfrica

En 2011, Solanki dio una conferencia, “Is the Sun to Blame for Global Warming? (¿Es el Sol el culpable del Calentamiento Global?),” en el primer Starmus Festival en islas Canarias. Su charla fue publicada posteriormente en el libro Starmus: 50 Years of Man in Space.

## Controversias
La investigación de Solanki ha sido citado como parte de la controversia sobre el calentamiento global, por ej. en un artículo, de 2004, en Telegraph.co.uk como tomando una posición escéptica:

the impact of more intense sunshine on the ozone layer and on cloud cover could be affecting the climate more than the sunlight itself
el impacto de más intenso sol en la capa de ozono y en la cubierta de nubes, podría estar afectando el clima más que la propia luz solar

 Sin embargo, la misma investigación ha sido citada como evidencia de calentamiento global en nuevos lanzamientos de la Sociedad Max Planck a pesar de que es citado como llamado a una mayor investigación, diciendo::

"Qué tan grande es ese papel, que aún debe ser investigado, ya que, según nuestro conocimientos más reciente de las variaciones del campo magnético solar, el aumento significativo de la temperatura de la Tierra desde el año 1980 es de hecho que se le atribuye al efecto invernadero provocado por el dióxido de carbono"

## Algunas publicaciones[15]
- Solanki, Sami K.; Usoskin, Ilya G.; Kromer, Bernd; Schüssler, Manfred; Beer, Jürg (2004), «Unusual activity of the Sun during recent decades compared to the previous 11,000 years» (PDF), Nature 431 (7012): 1084-1087, Bibcode:2004Natur.431.1084S, PMID 15510145, doi:10.1038/nature02995.
- Solanki, Sami K.; Haugan, Mark P. (1996), «New constraints on gravity-induced birefringence», Physical Review 53 (2): 997-1000, Bibcode:1996PhRvD..53..997S, doi:10.1103/PhysRevD.53.997.
- Solanki, Sami K.; Krivova, Natalia A. (2003), «Can solar variability explain global warming since 1970?» (PDF), Journal of Geophysical Research 108 (A5): 7.1-7.8, Bibcode:2003JGRA..108.1200S, doi:10.1029/2002JA009753.
- Usoskin, Ilya G.; Solanki, Sami K.; Schüssler, Manfred; Mursula, Kalevi; Alanko, Katja (2003), «A Millennium Scale Sunspot Number Reconstruction: Evidence For an Unusually Active Sun Since the 1940s», Physical Review Letters 91 (21): 211101, Bibcode:2003PhRvL..91u1101U, arXiv:astro-ph/0310823, doi:10.1103/PhysRevLett.91.211101.
- Solanki, Sami K. (1993), «Small-scale solar magnetic fields: An overview», Space Science Reviews 63 (1–2): 1-188, Bibcode:1993SSRv...63....1S, doi:10.1007/BF00749277.
- Schuessler, M.; Solanki, Sami K. (1992), «Why rapid rotators have polar spots», Astronomy and Astrophysics 264 (1): L13-L16, Bibcode:1992A&A...264L..13S.
- Solanki, Sami K. (1986), «Velocities in solar magnetic fluxtubes», Astronomy and Astrophysics 168 (1–2): 311-329, Bibcode:1986A&A...168..311S.
- Solanki, Sami K.; Stenflo, J.O. (1984), «Properties of solar magnetic fluxtubes as revealed by Fe I lines», Astronomy and Astrophysics 140 (1): 185-198, Bibcode:1992A&A...264L..13S.